# Lista över djur i Simpsons
Lista över djur som förekommer i den amerikanska tecknade komediserien Simpsons.

## Santa's Little Helper
Santa's Little Helper (spelad av Frank Welker) är familjen Simpsons hund. När Simpsons textas till svenska översätts ibland namnet till Tomtenisse(n) eller Lille Duktig.

### Biografi
Santa's Little Helper är en gullig, men inte rumsren brun greyhound, som Homer räddade från en hundkapplöpningsbana på julafton. Han är extremt bortskämd men också ofta negligerad av familjen Simpson. Egentligen räknas han som Barts egen hund.
Santa's Little Helper fick en kull med tjugofem hundvalpar som Mr. Burns tänkte göra en hundskinnspäls av (som parodi på 101 dalmatiner) med She's The Fastest. Valparna gick under namnet Rover, Fido, Rex, Spot, Rover II, Fido II, Rex II, Cleo, Dave, Jay, Paul, Branford, Dave II, Jay II, Paul II, Branford II, Sleepy, Dopey, Grumpy, Donner, Blitzen, Grumpy II, King, Queenie, Prince och The Puppy Formerly Known As Prince. Totalt namngav familjen tjugosex valpar. Valparna räddas av Bart och Lisa som får Mr. Burns att skona valparna, som sedermera gör honom rikare då de deltar i hundkapplöpning. Homer fick uppdraget att sterilisera Santa's Little Helper, men struntade i det och hunden fick åtta nya valpar med Dr Hibberts pudel, Rosa Barks, som familjen gav bort till Krusty, Willie och Snake. När familjen en gång betalat en dyr operation till honom rymde han och hamnade på hundgården, Springfield Dog Pound, där Mr. Burns hittade honom och försökte göra honom till sin nya vakthund.
Bart har uppgivit att hunden blivit full av myror under huset, samt har druckit ur dopfunten i kyrkan. Bart gav en gång bort Santa's Little Helper för att istället umgås med Laddie (parodi på Lassie) som Bart köpt med kreditkort under namnet ""Santos L. Halper". När sedan inkasso kommer och Bart ska betala eller ge tillbaka collien, ger han istället tillbaka Santa's Little Helper. Hos inkassobolaget köper Vaktmästare Willie Santa's Little Helper. Men han tröttnade på honom och skänkte honom till kyrkan. Kyrkan gav senare bort Santa's Little Helper till en blind församlingsmedlemmen som döpte Santa's Little Helper till "Sprinkles". Snart saknar Bart Santa's Little Helper och letar reda på honom. Han hämtar hunden hos den blinda församlingsmedlemmen, som när polisen kommer visar sig vara en knarkare. Mannen lurar poliserna att knarket är läkemedel/smärtstillande och polisen stannar kvar och festar hos honom.
Santa's Little Helper har under en period tjänstgjort som polishund tillsammans med Lou efter att ha räddat Homer från en labyrint av majsfält. Santa's Little Helper har även tagit hand om den forne ägaren då han blev Duffs nya maskot under namnet Suds McDuff. Santa's Little Helper har fått tarmvred, hjärtflimmer och skadat sina bakben. Han har också haft sammanpressad analsäck.

## Snowball-katterna
Snowball (spelad av Frank Welker) är familjen Simpsons katt - strängt taget dock inte en utan fem, de flesta honor.
Snowball II fick sitt namn efter att familjens första katt Snowball dött i en bilolycka. När även Snowball II dog i en bilolycka, ersattes hon av Snowball III, och sedermera även av Coltrane, som samma dag de fick henne dog när hon ramlade ned från ett fönster i Lisas rum, då hon blev skrämd av hennes saxofonspelande. I Coltranes ställe skaffade familjen Snowball V, som Lisa snart gav namnet Snowball II eftersom hon redan har en matskål med det namnet på. Det förklarar varför Snowball II uppträder i serien efter sin egen död.
Snowball I dog ett år innan serien började och Snowball II blev påkörd i avsnitt 15:09, I, D'oh-Bot, där även Snowball III och Coltrane dog. Snowball V kom till familjen i slutet av samma avsnitt och fick då också sitt nya namn Snowball II. Med andra ord är det bara de två Snowball II-katterna som haft någon betydande roll i serien. Under en period flydde Snowball till en familj där hon åt så hon blev tjock. Familjen kallade henne för "Smokey".

## Annie
Annie var en myra i Lisas myrfarm. Efter att Bart av misstag förstört myrfarmen blev alla i stacken förutom Annie uppätna av Santa's Little Helper. Annie blev då svagare, och Bart och Lisa bestämde sig för att släppa ut henne i naturen, efter att Lisa misstänkte att hon bara hade två eller tre dagar kvar i livet. Precis efter att Bart och Lisa släppt ut Annie blev hon uppäten av Santa's Little Helper.

## Bart Jr
Bart Jr är en groda som Bart äger och tänkte ta med till skolan då man delade upp den i två delar, en för pojkar och en för tjejerna.

## Bart Jr och Chipry Boy
Bart Jr och Chipry Boy är två bolivianska trädödlor som Bart tog hand om när de var ägg, efter att han dödat en fågelmamma. Bart trodde att de var fågelungar. Djuret är sällsynt USA och äter fågelägg och lägger sin ägg i deras bon så att fåglar ruvar den.

## Blinky
Blinky - Treögd fisk som bor i vattendragen utanför kärnkraftverket. Mr. Burns hävdar att han är det nästa steget i evolutionen, snarare än ett resultat av giftigt avfall.

## Bluella
Bluella var en val som strandade på God's Beach och upptäcktes av Lisa. Invånarna i Springfield försökte knuffa ner valen tillbaka i vattnet men misslyckades. Under hennes sista natt i livet vakade Lisa vid henne och läste boken "Leaves of Grass". Då valen avlidit sprängdes den och man gjorde produkter av henne som såldes i Springfield. Under ett senare besök på stranden upptäcker Lisa att Bluella hade två ungar som vaktas av hungriga hajar. Tillsammans med Homer försöker de rädda ungarna men stoppas av "Sea Huggers". Homer hamnar i vattnet och hajarna börjar istället vakta honom då han börjar blöda efter att "Sea Huggers" kastat en metallhink på hans huvud. Bluellas make dyker upp och räddar ungarna och Homer från hajarna. Homer misstänker att valen kommer att gifta sig med en bläckfisk, och att valen måste sälja huset och tillsammans med bläckfisken kommer han få en bläckfiskval.

## Bobo
Bobo är en polishund som arbetat med Eddie och Lou.

## Buddy
Buddy är Charlies hund. Efter att han hade klarat lydnadskursen på Emily Winthrop's Canine College rymde han.

## Buttercup
Buttercup är en tiger som Lisa tog hand om från cirkusen Shameful Bros. Cirus. Efter att tigern råkat bita Bart i armen fick han sluta spela trummor och anordnade en välgörenhetskonsert som resulterade i Lisa Simpson Home for Abandoned Animals där Buttercup hamnade.

## Buttermilk
Buttermilk är en åsna som Seymour Skinner red på under en baskettävling.

## Buzz, Honey och Smithers
Buzz, Honey och Drottning Smithers är de bin som Mr. Burns namngav då han blev pensionär och började med biodling.

## Captain Jack
Captain Jack är en alligator som bor i träsket vid Palm Corners. Den äter förbrytare och luffare, och hjälpte till att grundlägga staden då den drog stenar från sumpmarkerna. Det sägs att han designade stadsflaggan.

## Citrongul M. Burns
Citrongul M. Burns - (på engelska Canary M. Burns) Kanariefågel som var den verklige ägaren och högste chefen på kärnkraftverket då Mr. Burns inte ville få skulden för verkets usla säkerhet. Homer och Bart släppte fågeln fri och avsatte Burns, vilket ledde till att Homer för ett tag blev verkets ägare. Citrongul bor numera på Kanarieöarna.

## Crippler
Crippler är den äldsta vakthunden hos Mr. Burns, och har jobbat för honom sedan 1960-talet.

## Dolly, Gertie och Queenie
Dolly, Gertie och Queenie är de ston som erbjöds Duncan.

## Duncan alias Furious D
Duncan alias Furious D (Jim Cummings) är en häst. Hästens första ägare utsatte den för djurplågeri genom att låta den hoppa ner i en vattenbassäng. Clancy Wiggum konstaterade att ägaren saknade licens och lät familjen Simpsons välja mellan att ta hand om hästen eller låta den bli hundmat. Homer försökte få Duncan att spela i NFL innan Bart insåg att hästen är en bra galopphäst. Homer blev Duncans tränare och Bart dennes jockey. Duncan började löpa på Springfield Downs, men vann inga lopp. De gav honom en ny stil och gav honom namnet Furious D. Senare blev Duncan avelshingst.

## Foofie
Foofie är en hund som ägs av Diana som dejtade Ned Flanders genom en videodejtingsfirma.

## Frank
Frank är en häst som medverkat i tjugofyra av Buck McCoys filmer, har regisserat en som han ackrediterats för.

## Furious George
Furious George är en schimpans som ägs av Mr. Burns. Homer lät honom fäktas mot andra schimpanser på internationellt vatten där hans ansikte skadades.

## General Sherman
General Sherman är en fisk som bor i Catfish Lake. Sherman uppges väga 227 kg och Homer är den enda som lyckats fånga fisken, men han valde att släppa den fri för att rädda sitt äktenskap.

## Ginsberg
Ginsberg är en hund som bor på Groovy Grove Natural Farm och brukade vila på Mona Simpsons poncho tills den gavs bort till Homer Simpson. Han har problem med huden och blåsan.

## Giueseppe
Giueseppe är en apa som enligt Luigi Risotto är glad. De båda besökte Springfield Elementary inför skolans besök av Jeff Jenkis.

## Wolfie Goldberg
Wolfie Goldberg' är en hund som ägs av paret som tänkte bli nya hyresgäster på 742 Evergreen Terrace efter att Ned Flanders köpt huset.

## Henry
Henry är en fågel som Lisa tog hand om från Springfield Animal Shelter sedan hon fick reda på att den skulle avlivas. Då hon insåg att man inte kunde ha kvar djuret gav man bort den till Professor Frink.

## Herkules
Herkules är Waylon Smithers yorkshireterrier som han brukar klippa.

## Honeysuckle, Dewdrop och Sugerbell
Honeysuckle, Dewdrop och Sugerbell är tre ponnyer som Mr. Burns erbjuder Lisa Simpson för att få köpa upp The Red Dress Press. Från början erbjuder han enbart Sugerbell.

## Jessica
Jessica är en steriliserad collie som ägs av Kent Brockman.

## JoJo och Pointy
JoJo och Pointy är schimpanser och Joan Bushwells favoriter. JoJo gillar inte Joans hästsvans.

## Jub-Jub
Jub-Jub är en Leguan som ägdes av Gladys som testamenterade den till Jacqueline. Hon var aldrig intresserad av leguanen och stack den med hattnålar. Patty hämtade då leguanen och gav den till Selma som sedan dessa tagit hand om den.

## Kapplöpningsdjur
- Ain't I a Stinker är en häst som sprang i tredje racet på Shelbyville Downs.[32]
- Always Comes in Second är en hund som springer på Springfield Dog Track.[2]
- Chew My Shore är en hund som kom på andra plats på julaftonsracet vid Springfield Downs.[1]
- Chock Full 'o Drugs är en häst som tävlade mot Duncan på Springfield Downs.[21]
- Crudler är en tävlingshäst som ägdes av Krusty och Bette Midler.[33]
- Dog O' War var hund nummer sju och kom på tredje plats på julaftonsracet på Springfield Downs.[1]
- Don't have a cow är en häst som vann tredje racet på Shelbyville Downs.[32]
- I'm Number Three är en hund som springer på Springfield Dog Track.[2]
- Eat my shorts är en häst som springer i femte racet på Shelbyville Downs.[32]
- Fido är en hund som springer på Springfield Downs.[1]
- No Risk är en häst som ofta vinner.[34]
- Old Levis är en häst som tävlade mot Duncan på Springfield Downs.[21]
- Orthopad var hund nummer två på julaftonsracet på Springfield Downs.[1]
- She's The Fastest är en hund som ägdes av Rich Texan och är mor till tjugofem av Santa's Little Helpers valpar.[2]
- Sir Galhad är en hund som skulle springa som nummer åtta i fjärde racet under julafton på Springfield Downs  men ersattes av Santa's Little Helper med oddsen 99-1.[1]
- Stalker är en häst som tävlade mot Duncan på Springfield Downs.[21]
- That's All Folks är en häst som sprang i tredje racet på Shelbyville Downs.[32]
- Suffering Succotash är en häst som sprang i tredje racet på Shelbyville Downs.[32]
- Yabba-dabba-doo är en häst som sprang i tredje racet på Shelbyville Downs.[32]
- Whrilwind är en hund som sprang på julafton i fjärde racet på Springfield Downs med oddsen 10-1.[1]Simpsons Roasting on an Open Fire

## Kråkor
Cameron Crow, Crow Diddley, Gregory Peck, Hume Crown-nyn och Russell Crow är namnet på de kråkor som Homer namngav efter att han hyllades som kråkornas hjältar då han förstört Marges fågelskrämma. Efter att kråkorna burit Maggie upp i luften blev Homer deras fiende och de attackerade honom.

## Laddie
Laddie (Frank Welker) är en collie från Vermont som Bart köpte med kreditkort för 1200 dollar. Då han inte har råd att betala hunden gav han tillbaka Santa's Little Helper istället, men då han inte trivdes med Laddie gav han bort honom till polisen efter att han räddat Gerald Samson. Hunden är en av en kull på 800 och har dresserats av majoren Jonas Fong. Laddie måste äta ägg och olivolja varje dag för att behålla pälsen. När Laddie jobbade som polishund hittade han marijuana hos Mr. Mitchell.

## Lao-Tzu
Lao-Tzu är Martin Princes hund. Efter att han hade klarat lydnadskursen på Emily Winthrop's Canine College åt han gift och hamnade i koma.

## Lou
Lou är en tjur som växte upp på gården Cheddarbarrel Farm där Bart Simpson fick ta hand om honom en sommar. Efter sommaren vann Bart och Lou en tävling, men då han fick veta att priset var att bli först slaktad sökte han hjälp hos Lisa. Lisa föreslog att han skulle ge bort Lou till Mary Spuckler. Hos familjen Spuckler anser man att man friar då man ger bort en ko till en familjemedlem och hade regeln att om bröllopet ställdes in skulle kon inte slaktas. I sista stund förhindrar Marge bröllopet och Lou åker till slakthuset. Tidigare under dagen hade Marge bytt ut Lou mot Homer i en tjurkostym och med hjälp av Apu Nahasapeemapetilon skickades Lou till Indien istället för till slakthuset.

## Lumpy
Lumpy är Springfield Elementarys orm och har svalt Milhouse och tre andra elever levande. Om Lumpy äter Milhouse hålls inga lärare ansvariga.

## Maurice
Maurice är en åsna som ägs av Caesar och Ugolín som gav honom en keps som egentligen var Barts.

## Mojo
Mojo - Apa ägd av Abe, Homer och professor Frink.

## Mr. Mooch
Mr. Mooch är en katt som ägs av familjen Muntz.

## Mootilda
Mootilda är en ko som Professor Frink äger. Han lyckades göra så att glass kom ut genom kons spenar.

## Neil Patrick Hairless
Neil Patrick Hairless är en hund som Moe Szyslak köpte då han bytte namn på sin bar till Mo's.

## Nibbles
Nibbles är en hamster på Springfield Elementary som Seymour Skinner använde för att skickade efter hjälp då skolan blivit insnöad. Han lyckades rädda Homer och Ned får koloxidförgiftning. Nibbles rymde då Skinner ville att han skulle gnaga loss honom ur säcken som han var fast i. Nibbles var senare astronauten på ett rymdskepp som Homer byggde. Nibbles hade då fem ungar med en hona, som ätit upp tre av dem.

## Pancho
Pancho är en säl som jobbar som vakt åt Constance Harm.

## Petunia
Petunia är en elefant som jobbar med skörden på familjen Simpsons granngård vid Rural Route 9. Den belönas med att bli serverad råttor.

## Pinchy
Pinchy är en hummer som köptes av Homer Simpson på Eatie Gourmet's. Homer gödde upp den men åt inte upp den eftersom han blivit förälskad i honom. Pinchy blev bortskämd men dog efter att Homer la honom i ett varmt bad efter att han blivit smutsig om klorna när han jagat fåglar. Homer åt då upp honom. Från början var den tänkt att heta "Shelli".

## Ping Ping
Ping Ping är en panda som bor på Springfield Zoo. Pandan blev intresserad av Homer när han klädde ut sig till en honpanda.

## Plopper
Plopper , även känd som Spider-Pig och Hairy Plopper, är en gris som Homer tog hand om efter att han räddade den från att bli slaktad av Krusty i The Simpsons: Filmen. Sågs därefter i öppningssekvensen för avsnittet He Loves to Fly and He D'ohs och medverkat i ett antal avsnitt. Det första avsnittet var Treehouse of Horror XVIII. Han flyttade sen till Italien men flög tillbaka till Springfield genom att Luigi Risotto anställde honom som tryffelgris på Luigi's, när han jobbade där fick han även slipa knivar.

## Polly
Polly var en papegoja som ägdes av Mr. Mitchell. Den dog senare och reducerades till ett skelett. Eftersom Mr. Mitchell är blind tror han att papegojan fortfarande lever och bara blivit tystlåten, så han har fortsatt att mata den.

## Princess
Princess (Frank Welker) är en ponny som växte upp på "The Grateful Gelding Stables". Homer köpte henne till Lisa eftersom hon inte hade någon respekt för honom längre. Då Lisa insåg att hennes far offrat sig för henne och är överarbetad lämnade hon tillbaka Princess. Princess gillar morötter efter att den ätit havre och gillar att bli kliad bakom öronen. På kvällen gillar hon skvalmusik.

## Raymond Bird
Raymond Bird är en brevduva som ägdes av Wiseguy, efter att den flugit in i fönstret hos familjen Simpsons och bröt ena vingen tog Bart Simpson hand om den. Efter att vingen läkt försökte han släppa iväg den men då det inte lyckades behöll han duvan. Bart började använda honom som en brevduva. Historien fick ett tragiskt slut efter att den blev uppäten av Santa's Little Helper.

## Scraps
I TV-serien har det funnits två hundar med namnet Scraps.
- Scraps var en officerhund åt Clancy Wiggum i början av hans poliskarriär.[35]
- Scraps är en officerspårhund som sökte efter Homer då han blivit kidnappad.[52]

## Secretariat
Secretariat är en häst som ägs av Jimmy som anordnar guidade turer med häst och vagn i Central Park.

## Duff McShark
Duff McShark är en haj som varit maskot för duff. Han försökte attackera Homer men fick istället i sig alkohol och blev berusad vilket ledde till att han blev maskot.

## Slimu
Slimu är en bläckfisk som tidigare bodde på Wet 'N Wacky World där han bodde i en sötvattentank. Idag lever han i kloakerna under Springfield och är stadens äldsta molluskartist.

## Shaggy
Shaggy är en hund som Barney Gumble äger. Han brukade under en period ta med den till Moe's Tavern men gör inte det längre.

## Sheldon
Sheldon  är Mr. Burns sköldpadda och en av hans arvingar. Sheldon kommer bra överens med Waylon Smithers.

## Homer Simpson
Homer Simpson är en bengalisk tiger som bor i Bangalore.

## Smiley
Smiley  är en hund som Lisa tog hand om från Springfield Animal Shelter efter att hon fick reda på att den skulle avlivas. Hunden hamnade senare på Lisa Simpson Home for Abandoned Animals.

## Squidy
Squidy är en bläckfisk som Horatio McCallister försökte fånga då han hört att fisken har guld i magen. Han upphörde med försöket då han hörde låten "Baby On Board".

## Steve och Teresa
Steve och Teresa är två grisar som bor på en bondgård. Då Marge och Homer tog skydd i ladan där de bodde från ett oväder rymde de, vilket upptäcktes av deras ägare som började leta efter inkräktare.

## Superdude
Superdude var en ökenråtta som tillhörde fjärdeklassen på Springfield Elementary. Den blev krossad av sin egen vattenflaska under sommarlovet. Vaktmästare Willie fick till uppgift att begrava den.

## Stampy
Stampy (Mike Judge) är en elefant som Bart vann på en tävling via radiokanalen, KBBL. Då familjen inte hade råd med Stampy gav de bort honom till ett reservat. Han blir lugn av ordet "Mogumbo" och hjälpte Krusty att åter att få respekt efter att han fick honom att spotta ut Homer, Bart och Milhouse. Vid ett tillfälle fick Lisa påminna Bart att han ägt en elefant då han önskade sig en.

## Mr. Teeny
Louis "Mr. Teeny" Toot (Dan Castellaneta) namnet på de brasilianska och afrikanska aporna som ofta ses medverkar i Krustys TV-program och uppsättningar. Mr. Teeny är kedjerökare av Cohiba Siglo IV och Montecristo #2 och förefaller även, motvilligt, ha rollen som Krustys uppassare och varit dennes chaufför och författare.
Krustys favorit är Mr. Teeny III och han gillade också nummer II eftersom den fixade tjejer till honom. Mr. Teeny blev en gång skickad tillbaka sitt ursprungsland. Hans mamma är Toot-Toot och de träffade inte varandra på flera år. Mr. Tenny bär ofta en rosa hatt och fluga. Den senaste Mr. Teeny är nummer VII. Han gillar att hålla på med bilradion men ogillar slipmaskiner, vevlira, tv-producenter och hundar som går på bakbenen. Hans favoritmat är chokladglass, huvudlöss och nikotintuggummi. Han har utsetts till "Smoking Chimp of the Year" av National Tobacco Board.

## Tornado
Tornado är en ilsken rodeotjur.

## Toot-Toot
Toot-Toot är mor till Mr. Teeny och bor på "Aging Animal House". Hon är känd från att spela Tum-Tum i Teenager's tarzan ekoadventure. Hon kände en gång stort behov av att ha ett barn efter att hennes barn försvunnit då de hamnat i nöjesbranschen och kidnappade Bart Simpson.